# Dependències d'ultramar franceses

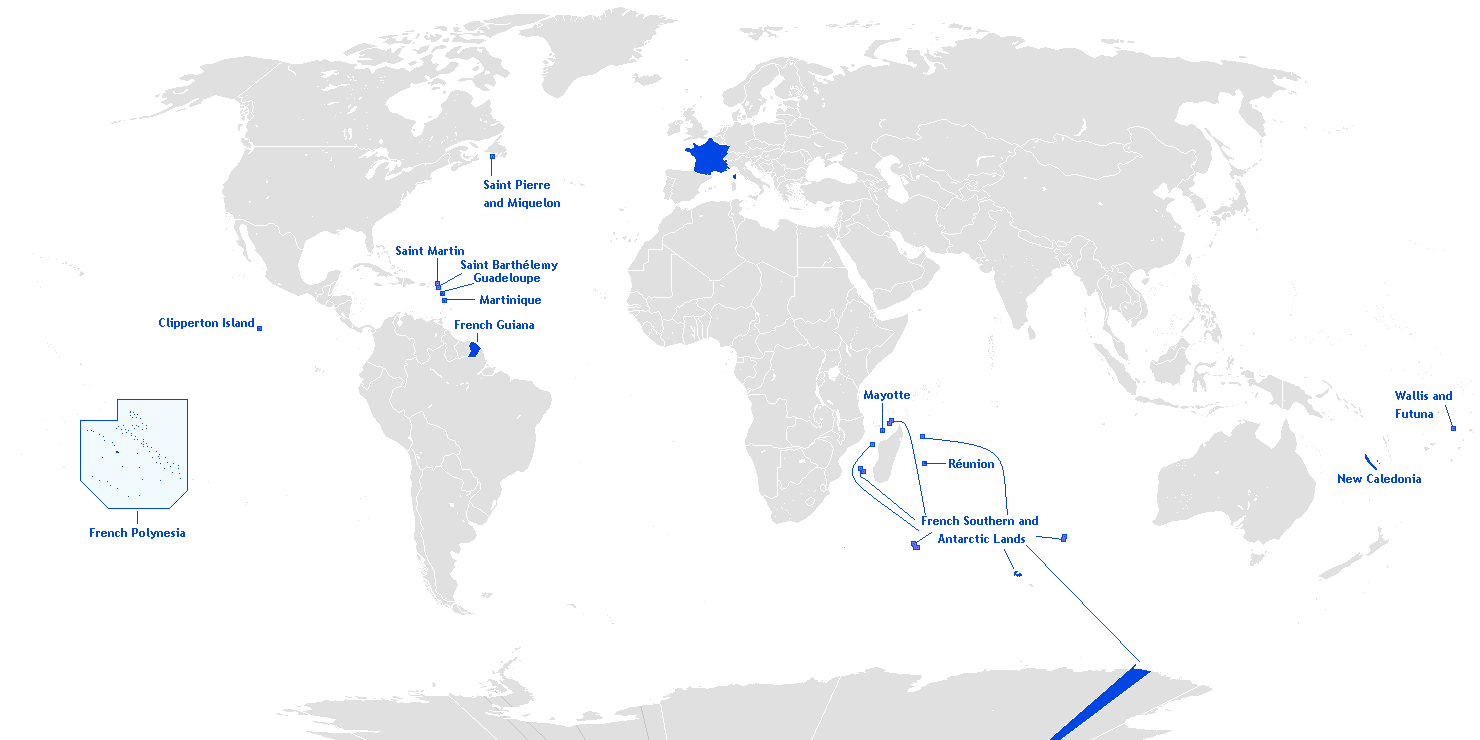
Dependències d'ultramar franceses

Bandera del Ministeri d'Ultramar de França

Les dependències d'ultramar franceses són un conjunt de territoris sota sobirania francesa situats fora de la França del continent europeu. Inclou illes als oceans Atlàntic, Pacífic i Índic, a més d'un territori a l'Amèrica del Sud i d'una reclamació sobre l'Antàrtida. Se'ls coneix popularment amb l'acrònim DOM-TOM, a partir de les inicials de Département d'outre-mer – Territoire d'outre-mer. Encara que després de l'última reforma constitucional francesa del 28 de març del 2003 ja no existeixen formalment els territoris d'ultramar, es continua utilitzant de forma corrent l'expressió DOM-TOM per sintetitzar la varietat d'estatus jurídics existent en aquestes dependències d'ultramar.

## Regions i departaments d'ultramar
Les regions d'ultramar (ROM) consten d'un únic departament d'ultramar (DOM) amb el mateix estatus que les regions i els departaments situats a Europa, i es regeixen per l'article 73 de la Constitució. Formen part de la Unió Europea amb la consideració de regions ultraperifèriques. Són:
- Guadeloupe
- Guaiana Francesa
- Martinica
- Mayotte
- Illa de la Reunió (Réunion)

## Col·lectivitats d'ultramar
Les col·lectivitats d'ultramar (COM) tenen uns estatus ben diversos regits per l'article 74 de la constitució de França. Són:
- Polinèsia Francesa, amb la denominació particular de país d'ultramar.
- Saint-Barthélemy, considerat una col·lectivitat territorial.
- Saint-Martin, considerat una col·lectivitat territorial.
- Saint-Pierre i Miquelon, considerat una col·lectivitat territorial.
- Wallis i Futuna.

## Estatus específics
Altres dependències d'ultramar que es regeixen per estatus específics són:
- Nova Caledònia té una menció específica a la Constitució com a col·lectivitat sui generis. A la pràctica les competències són de país d'ultramar, però a més té reconegut el dret a l'autodeterminació.
- Terres Australs i Antàrtiques Franceses, disposen d'una administració pròpia situada a l'illa de la Reunió. En francès el nom és Terres Australes et Antarctiques Françaises (TAAF), però internacionalment no està reconeguda la menció "antàrtica".
- Illes Esparses de l'Oceà Índic, són un conjunt d'illes deshabitades. El 3 de gener del 2005 la seva administració va passar del prefecte de la Reunió a l'administrador general de les Terres Australs i Antàrtiques Franceses.
- Illa de Clipperton, és administrada per l'alt comissionat de la República a la Polinèsia Francesa.